# Эглетон
Эглето́н (фр. Égletons, окс. Aus Gletons) — коммуна во Франции, находится в регионе Лимузен. Департамент — Коррез. Административный центр кантона Эглетон. Округ коммуны — Тюль.
Код INSEE коммуны — 19073.
Коммуна расположена приблизительно в 390 км к югу от Парижа, в 80 км юго-восточнее Лиможа, в 27 км к северо-востоку от Тюля.

## Население
Население коммуны на 2008 год составляло 4396 человек.
| 1962 | 1968 | 1975 | 1982 | 1990 | 1999 | 2008 |
| ---- | ---- | ---- | ---- | ---- | ---- | ---- |
| 3201 | 3669 | 4608 | 4590 | 4487 | 4093 | 4396 |

## Экономика
В 2007 году среди 2941 человека в трудоспособном возрасте (15-64 лет) 1760 были экономически активными, 1181 — неактивными (показатель активности — 59,8 %, в 1999 году было 61,4 %). Из 1760 активных работали 1567 человек (964 мужчины и 603 женщины), безработных было 193 (91 мужчина и 102 женщины). Среди 1181 неактивных 740 человек были учениками или студентами, 171 — пенсионерами, 270 были неактивными по другим причинам.

## Достопримечательности
- Церковь Сент-Антуан-л’Эрмит (XII—XIII века). Памятник истории с 2001 года[3]
- Ворота замка Вентадур (XV век). Памятник истории с 1927 года[4]

## Фотогалерея

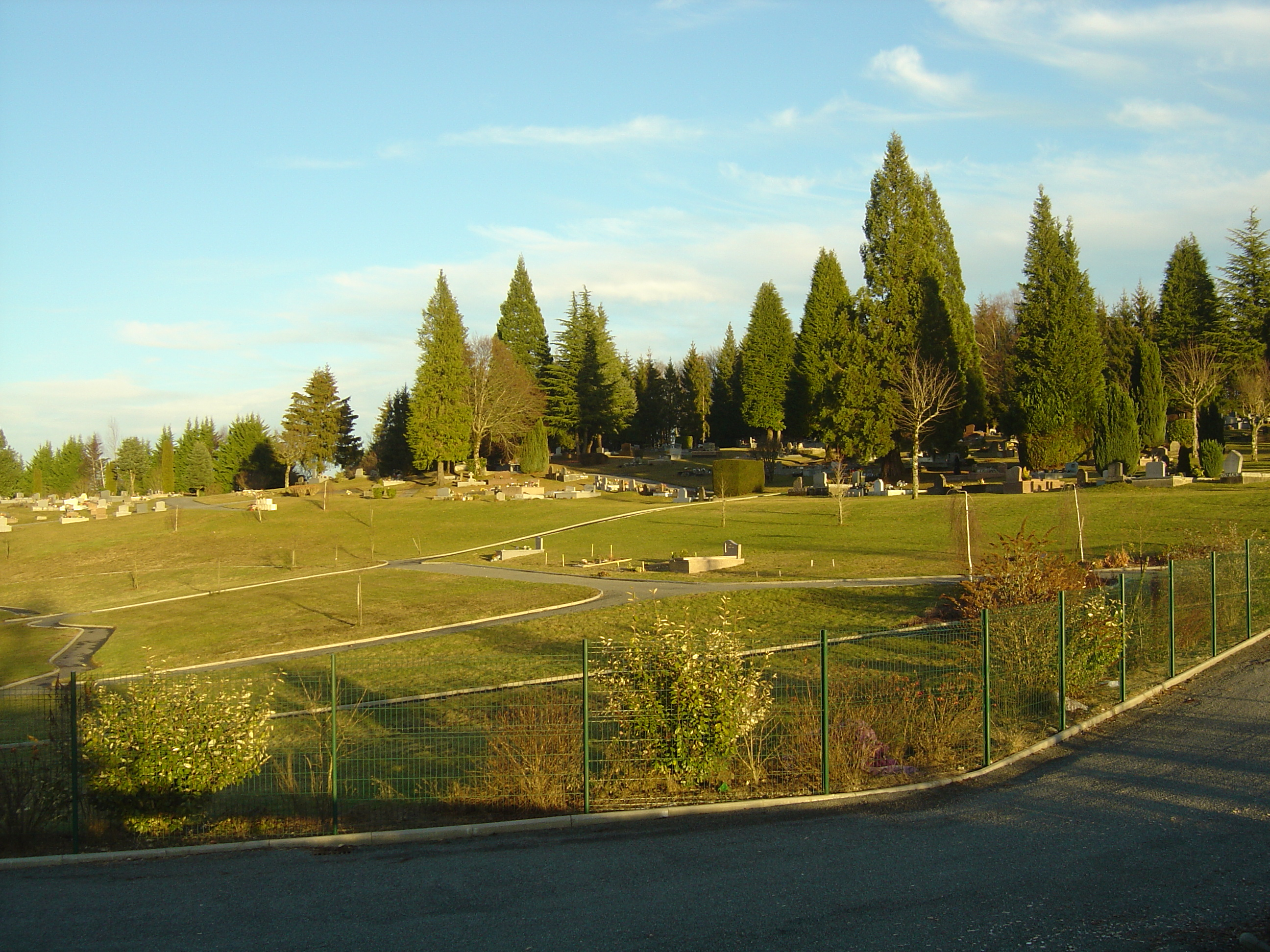
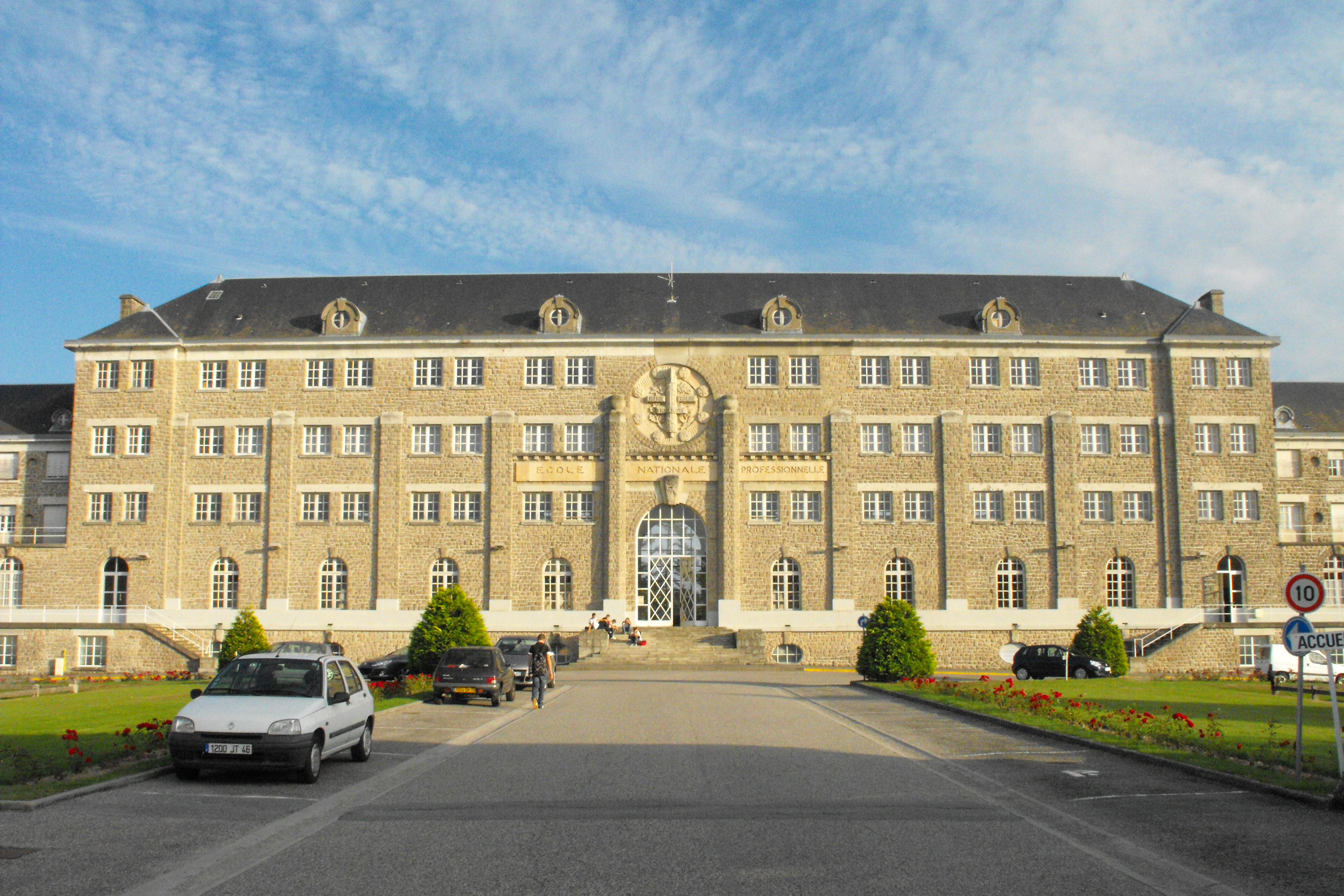
Лицей Пьера Карамино
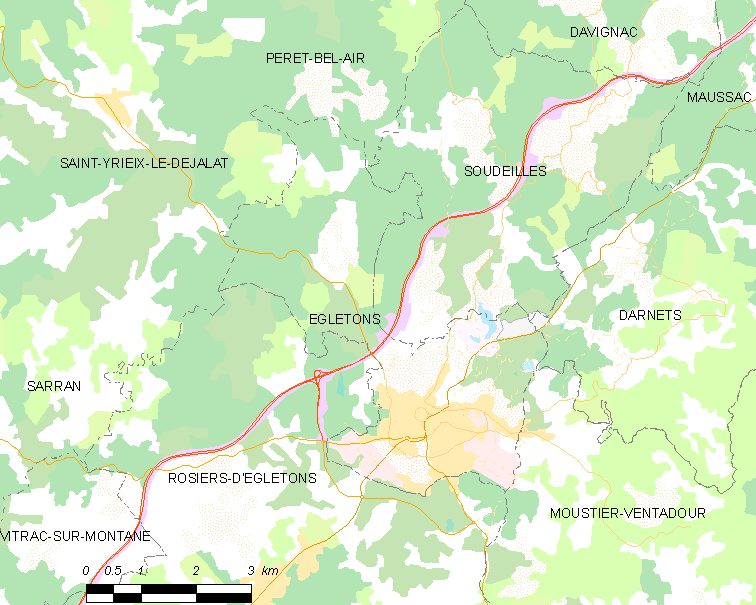
Карта коммуны

## Города-побратимы
- Уффенхайм (Германия)